# Tifosi

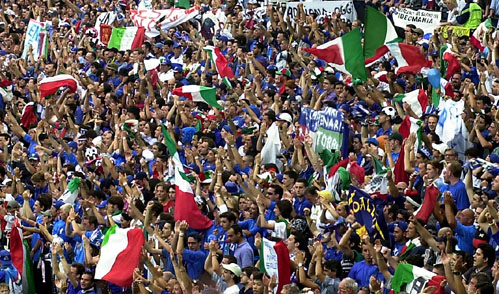
Tifosis de la selección de fútbol de Italia durante la Eurocopa 2000.

Los tifosi (pronunciado /tiˈfoːzi; -oːsi/) son un grupo de simpatizantes de un equipo deportivo, especialmente los que conforman un tifo.

## Etimología
Se afirma erróneamente que en italiano, tifosi literalmente significa aquellos infectados por la enfermedad del tifus, una referencia a alguien que actúa de manera febril. En realidad, proviene del griego antiguo «typhos», que significa humo, ya que era costumbre que los espectadores de los antiguos Juegos Olímpicos celebraran las victorias de sus atletas favoritos reuniéndose alrededor de una hoguera. La confusión se debe a que tanto la fiebre como el humo comparten la misma raíz etimológica, «typhos». Tifosi se usa para un género mixto o un grupo de hombres; masculino singular es tifoso, femenino singular tifosa, femenino plural tifose.

## Fútbol
La palabra se usa principalmente para describir a los fanáticos de los clubes de fútbol. Aparte de los numerosos clubes de aficionados locales en Italia, cuya función principal es, por ejemplo, proporcionar un lugar de encuentro para aficionados y amigos y organizar viajes, desde finales de la década de 1960, muchos aficionados italianos confían en grupos de estadio organizados conocidos como ultras. El objetivo principal es coreografiar el apoyo de los fanáticos con banderas, pancartas, cortinas de humo de colores, bengalas, tambores y cánticos al unísono. Para la mayoría de los equipos, las rivalidades de la ciudad, los colores, el blasón, los símbolos y la iconografía general tienen raíces en la Edad Media y principios del Renacimiento.

## Automovilismo

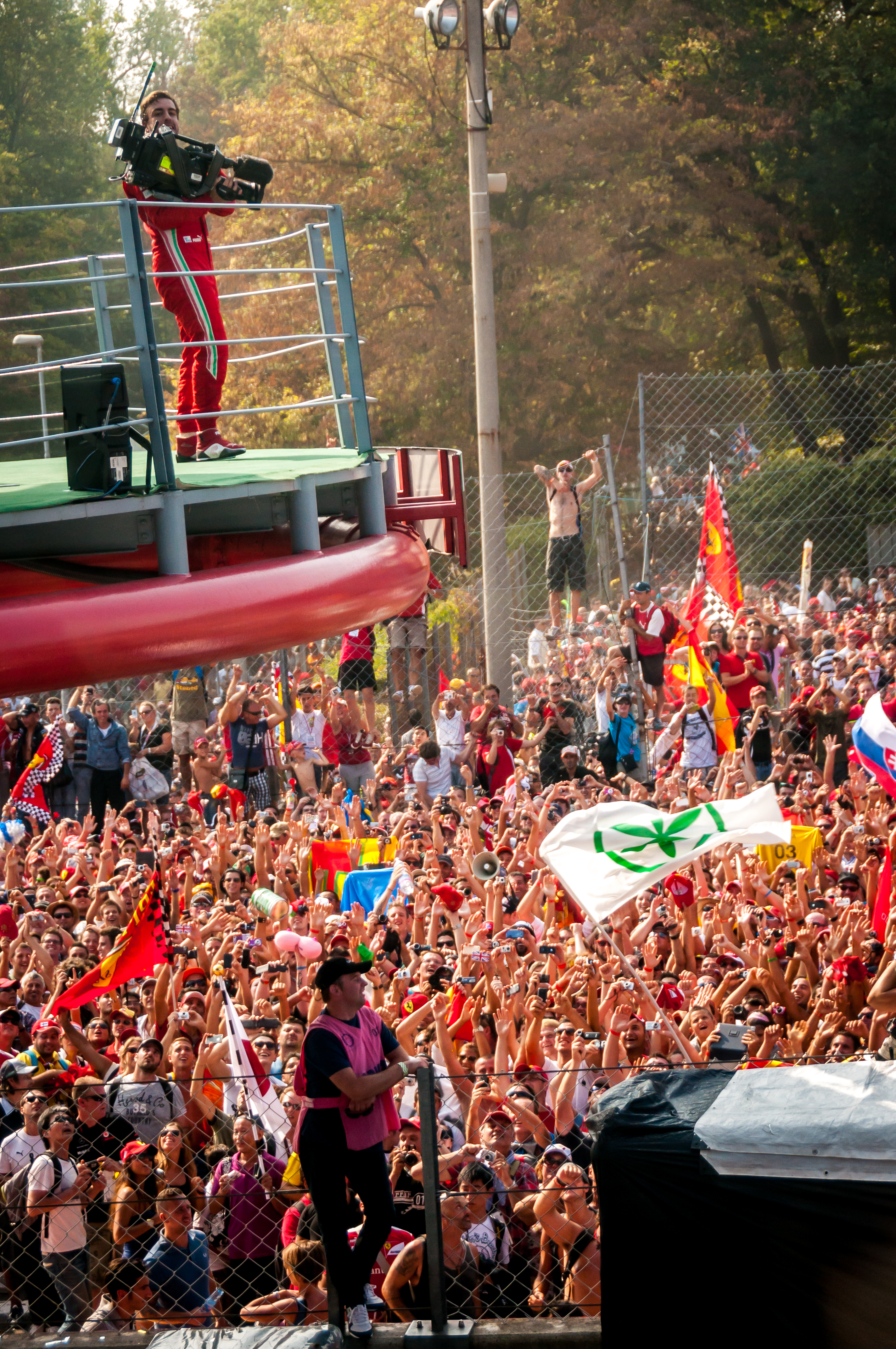
Los tifosi en el Gran Premio de Italia de 2012, en Monza.

Se ha vuelto común el uso de la palabra tifosi para referirse a los seguidores de la Scuderia Ferrari en la Fórmula 1. Los aficionados italianos al automovilismo son bien conocidos por su amor por Ferrari, aunque también han sido fervientes seguidores de otros monplazas italianos como Maserati, Lancia y Alfa Romeo.
Los tifosi proporcionan a la Fórmula 1 un mar de rojo que llena las gradas del Gran Premio de Italia. Una de las vistas más comunes de los tifosi es la exhibición de una enorme bandera de Ferrari en las tribunas durante los fines de semana de Fórmula 1 en cada circuito de carreras, con contingentes especialmente grandes que aparecen con los colores de Ferrari en casa y en las pistas europeas cercanas. Un espectáculo similar se pudo observar en años anteriores durante la carrera de San Marino, que se llevó a cabo en el Autodromo Enzo e Dino Ferrari cerca de la ciudad de Imola, 80 kilómetros (49,7 mi) al este de la fábrica de Ferrari en Maranello.
Es común que los tifosi en Italia animen a un piloto no italiano en un Ferrari que adelanta a un piloto italiano en otro monoplaza por el liderato de una carrera. En el Gran Premio de San Marino de 1983, la multitud en Imola vitoreó larga y ruidosamente cuando Riccardo Patrese estrelló su Brabham BT52 fuera del liderato de la carrera a solo seis vueltas del final, dándole al francés Patrick Tambay la victoria para Ferrari. El propio Patrese solo había pasado a Tambay por el liderato media vuelta antes.
El reciente aumento en sus filas puede atribuirse directamente al ascenso de Michael Schumacher, quien condujo para Ferrari de 1996 a 2006, y llevó al equipo al Campeonato de Constructores de 1999 a 2004.
Un piloto que en realidad nunca condujo para Ferrari pero que cuenta con el apoyo de los tifosi es el francés Jean-Louis Schlesser. Condujo para el equipo Williams en el Gran Premio de Italia de 1988 en Monza, sustituyendo a Nigel Mansell. En la vuelta 49 de 51, Schlesser estuvo involucrado sin saberlo en el incidente en la chicana Variante del Rettifilo que eliminó al líder Ayrton Senna, piloto de McLaren-Honda, entregando apropiadamente a Gerhard Berger y Michele Alboreto, ambos de Ferrari, un emotivo 1-2 en el GP de Italia, a un mes después de la muerte de Enzo Ferrari. La victoria de Berger le dio a McLaren su única derrota en las 16 carreras de la temporada 1988.
En 2019, cuando Ferrari ganó en Monza por primera vez desde 2010, una multitud masiva de tifosis subió al podio para celebrar la victoria de Charles Leclerc. Como reveló David Croft durante la celebración del podio, existe una relación de amor-odio entre los tifosi y Mercedes, que siempre han ganado en Monza desde el inicio de la era turbo híbrida hasta 2018. Cada vez que Mercedes ganaba el GP de Italia o sube al podio, los tifosi suelen abuchear al piloto.

## Ciclismo
La palabra se usa comúnmente para describir a los fanáticos a lo largo de la carretera en carreras profesionales de ciclismo en ruta en Italia, como Tirreno-Adriático, Milán-San Remo, el Giro de Italia y el Giro de Lombardía.
Los apasionados seguidores de los equipos ciclistas italianos y los ciclistas son llamados «los tifosi».